# Xã Columbus, Quận Platte, Nebraska
Xã Columbus (tiếng Anh: Columbus Township) là một xã thuộc quận Platte, tiểu bang Nebraska, Hoa Kỳ. Năm 2010, dân số của xã này là 3.160 người.